# جوي كينت
جوي كينت (بالإنجليزية: Joey Kent)‏ هو لاعب كرة قدم أمريكية أمريكي، ولد في 23 أبريل 1974 في هنتسفيل في الولايات المتحدة.